# Jon Diebler
Jon Keith Diebler (Sylvania, 22 juni 1988) is een Amerikaans basketballer die momenteel uitkomt voor Galatasaray. Hij speelt op de positie Shooting guard en draagt rugnummer 33. Zijn professionele basketbal carrière begon in 2011 wanneer hij werd geselecteerd in de NBA Draft door Portland Trail Blazers.